# Abbecourt
Abbecourt je francouzská obec v departementu Oise v regionu Hauts-de-France. V roce 2012 zde žilo 769 obyvatel.

## Poloha obce
Sousední obce jsou: Hodenc-l'Évêque, Ponchon, Saint-Sulpice, Villers-Saint-Sépulcre a Warluis.

## Vývoj počtu obyvatel
Počet obyvatel